# Hundhausen (Windeck)
Hundhausen war eine Ortschaft in der Gemeinde Windeck im Rhein-Sieg-Kreis.

## Lage
Hundhausen liegt am Fuße des Leuscheid an der Einmündung des Löschbachs in den Irserbach. Es bildet heute den westlichen Teil von Imhausen. Hundhausen ist über die Landesstraße 312 erreichbar.

## Geschichte
„1253 Dezember 10.
M(echthild), der ehemaligen Gräfin von Sayn, werden von den Herren Heinrich, Dietrich dem Älteren und Dietrich dem Jüngeren von (Nieder-)Isenburg und Heinrich von (Isenburg-)Kobern – auf Bitten von Mechthilds Ministerialen Kunz von Hundhausen (hunhausen / a.d. Sieg) und seiner Frau Ida, ihrer Ministerialin – die gemeinsamen Kinder dieser Ehe als (kintgedinge) geschenkt. Die Güter des Kunz, die er als Dienstlehen (feodo ministerali) hat, bleiben in ihrer Herrschaft.
Die Aussteller siegeln.
Actum et datum anno domini 1253 quarta feria proxima post Nicolai episcopi.“

Hundhausen wird 1487 erstmals urkundlich erwähnt als Honnhuyssne.
In alten Verzeichnissen sind zwei Orte namens Hundhausen verzeichnet:
Das eine Hundhausen gehörte zum Kirchdorf Leuscheidt in der Bürgermeisterei Herchen, es hatte 1830 41 Einwohner, 1845 (als Weiler angegeben) 41 Bewohner in sieben Häusern, davon 14 katholisch und 27 evangelisch, 1888 in der Gemeinde Herchen 40 Bewohner in neun Häusern.
Das andere Hundhausen gehörte zum Kirchdorf Rosbach in der Bürgermeisterei Dattenfeld und hatte 1830 33 Einwohner, 1845 (ebenfalls als Weiler) 45 evangelische Einwohner, 1888 in der Gemeinde Rosbach 56 Bewohner in neun Häusern.
1910 wohnten in Hundhausen die Haushaltsvorstände Schreiner Heinrich Fuchs, Eisenbahnarbeiter Eduard Fuchs, Ackerer Friedrich Ganseuer, Ackerer und Berginvalide Peter Gelhausen, Ackergehülfe Karl Huf, Ackerer Peter Anton Huf, Müller Peter Schiefen und Witwe Heinrich Winkels.
1962 hatte das Dorf 99 Einwohner, 1976 waren es 128.